# سام جونسون (لاعب كرة قدم)
سام جونسون (بالإنجليزية: Sam Johnson)‏ (و. 1992  م) هو لاعب كرة قدم، من المملكة المتحدة، يلعب كحارس مرمى.

## روابط خارجية
- سام جونسون على موقع قاعدة بيانات كرة القدم.إي يو (الإنجليزية)
- سام جونسون على موقع Soccerbase.com (لاعب) (الإنجليزية)
- سام جونسون على موقع Soccerway.com (الإنجليزية)